# 赫爾 (北達科他州)
赫爾（英語：Hull）是位於美國北達科他州埃蒙斯縣的非建制地區。

## 歷史
赫爾的郵局於1888年設立，其後於1954年停運。

## 地理
赫爾所處的海拔為高於海平面552米（即1811英呎），而該地所採用的時區為UTC-6，即北美中部时区（CST）。同時該地設有夏令時間，為UTC-6調快一小時，即UTC-5（CDT）。